# Daniel Atienza

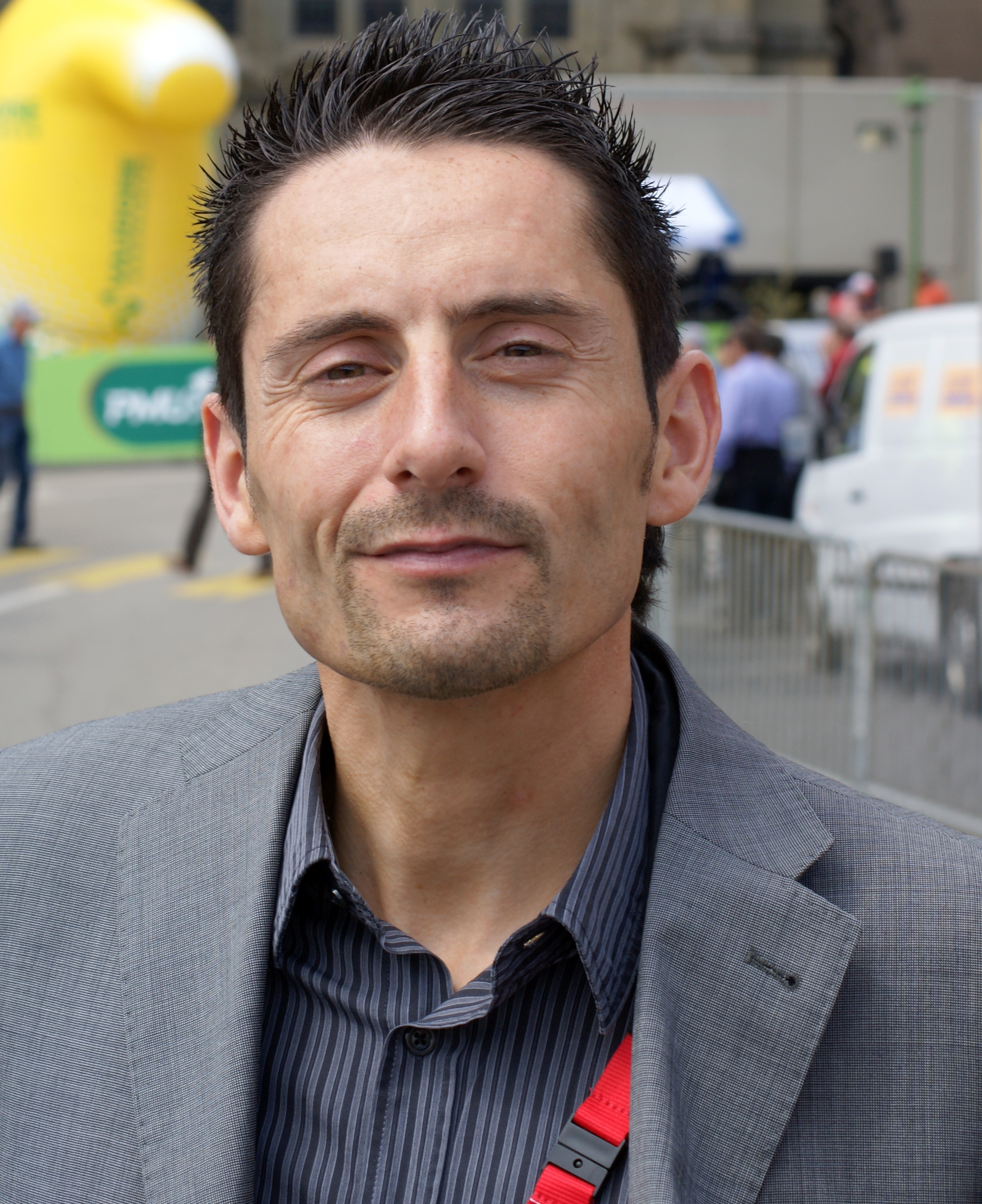
Daniel Atienza (2010)

Daniel Atienza Urendez (* 22. September 1974 in Moudon/Schweiz) ist ein ehemaliger spanischer Radrennfahrer.
Atienza begann seine internationale Karriere beim Team Polti. Nach drei Jahren wechselte er zu Saeco, für das er in seinem ersten Jahr das Rominger Classic gewann. Außerdem startete er bei der Tour de France, die er als 29. beendete. Auch 2001 startete er wieder bei der Tour de France und wurde 30. der Gesamtwertung. Bei seiner dritten Tour-de-France-Teilnahme im Jahre 2002 musste er frühzeitig aufgeben. 2003 wechselte er zur französischen Mannschaft Cofidis. Bei der Tour de Romandie 2005 wurde Atienza Achter in der Gesamtwertung.
Fünfmal startete Atienza zudem bei der Vuelta a España: 2001 belegte er Rang 48,  2002 Rang 28,  2003 Rang 32,  2004 Rang 25, und  2005 Rang 16. Seine einzige Teilnahme beim Giro d’Italia im Jahre 2005 beendete er mit dem 14. Platz in der Gesamtwertung.

## Teams
- 1997–1999 Team Polti
- 2000–2002 Saeco
- 2003–2005 Cofidis